# Анхиалска епархия
 Тази статия е за историческата и православната епархия.  За римокатолическата вижте Анхиалска архиепархия.  
Анхиалската епархия (на гръцки: Ιερά Μητρόπολη Αγχιάλου) е митрополия на Вселенската патриаршия, съществувала от VIII век до 1923 година, със средище град Анхиало, днешно Поморие.

## История
Християнството се появява в Анхиало в началото на II век - в житието на светицата Севастиана Марцианополска се казва, че светицата пристигнала в Анхиало и заварила там друг от учениците на апостол Павел - Теофан, който очевидно проповядвал от дълго време, тъй като вече имал ученици: „Когато св. Севастиана пристигнала в Анхиало, тя намерила ученика на апостол Павел наречен Теофан, прегърнала него и братята му“.
Още в средата на II век в Анхиало се споменава организирана църква, начело с епископ Сота, за когото се отбелязва, че се е борил срещу монтанистката ерес. Евсевий Кесарийски се позовава на едно писмо на Серапион Антиохийски, в което се цитират подписите на различни епископи. В писмото епископът на Деултум Елий Публий Юлий се подписва с думите: „Жив е Бог на небето: Блаженият Сотас, Анхиалски поиска да изгони демона от Прискила, но лицемерите не му позволиха“. Сотас е споменат и в Libellus Synodicus, където се казва, че епископ Сотас Анхиалски е свикал събор в град Анхиало срещу ересите на Теодот и на Монтан, на който присъстват дванадесет други епископи. Приска или Прискила, заедно с Максимила, са две пророчици, съратнички на еретика Монтан.
За първите векове на историята на епархията няма много информация. Анхиалски епископи участват в Първия вселенски събор в Никея в 325 година и във Втория в Константинопол в 381 година. През VII век епархията е посочена в епархийски списък като независима архиепископия в Родопската област, пряко подчинена от Константинополската патриаршия. Анхиалската архиепископия липсва от епархийските списъци на Вселенската патриаршия в периода ІХ – ХІ век и явно с българското настъпление на юг от Стара планина и включването на града в пределите на Българската държава е променен и неговият църковен статус и вероятно още от времето на цар Симеон I (893 - 927) анхиалският епископ минава на подчинение на българския архиепископ (патриарх). През ХІ век градът отново става византийски и това е отразено в епархийските списъци на Вселенската патриаршия и имаме няколко конкретни имена на архиереи, заемали архиепископската катедра.
По време на управлението на Андроник II Палеолог (1282 - 1328) анхиалският епископ е издигнат в сан митрополит, титла, която запазва до края на съществуването на диоцеза. Според други мнения Анхиало остава архиепископия до края на XIV век и едва от началото на ХV век катедрата е издигната в ранг на митрополия.
В XIV век анхиалската катедра дълго време е вакантна, вероятно защото в периода 1300 до 1366 година Анхиало често преминава от български във византийски ръце и обратно и когато е в България е бил на подчинение на Търновската патриаршия, за което говори преписката на монах Методий Гемист към българския превод на Четвероевангелието от 1337 година.
Първият засвидетелстван митрополит е Софроний Анхиалски, участвал във византийската делегация на Фераро-флорентинския събор в 1438 - 1439 година, на който подкрепя опозиционната фракция на ефеския митрополит Марк Евгеник, въпреки че е принуден да подпише ороса на събора за уния с Римската църква.
След Падането на Константинопол под властта на османските турци, много аристократични семейства от столицата се заселват в Анхиало и митрополитският трон става още по престижен. От Анхиало е патриарх Йеремия II Транос (1572 - 1595), изтъкнат богослов, който кореспондира с германски богослови в Тюбингенския университет, свикал голям поместен събор в Константинопол в 1593 година, поддържал училищата. Анхиалският митрополит Партений (1609 - 1623) става вселенски патриарх през 1639 година в бурно за Църквата време. През XVII век в диоцеза на Анхиалската митрополия влизат градовете Анхиало и Бургас и 54 градчета и села. По време на управлението на митрополит Митрофан в XVII век е решен дългогодишен спор с Преславската епископия и селата Чалъ кавак, Смядово и Кълново са върнати в нейната юрисдикция.
При избухването на Гръцката революция в 1821 година митрополит Евгений Каравиас, който преподава в анхиалското училище до 1807 година, е обесен на 10 април 1821 година заедно с патриарх Григорий V Константинополски и други архиереи и е обявен за свещеномъченик.
Митрополит Софроний II (1831 - 1847) е така ценен в епархията си, че анхиалци успяват да предотвратят преместването му друг църковен диоцез. Неговият наследник Софроний III (1847 - 1865) също е ценен и въпреки напредналата му възраст, никой не поисква смяната му. След доброволната си оставка през 1865 година той остава в Анхиалодо смъртта си в 1867 година. Наследникът му Василий II, родом от костурското българско село Загоричани, се отличава с доброто си образование и с грижите си за учебното и благотворителното дело в епархията. По негова инициатива в близост до катедралата „Свети Архангели“ е издигната нова митрополитска сграда, докато е основана величествената църква „Успение Богородично“. Василий основава Анхиалското дружество за прогрес, допринася за подобряването на училищата в града и насърчава много заможни родители да изпращат децата си за получаване на висше образование в различни европейски градове. През 1877 година, по време на Руско-турската война, Василий е обвинен от мюсюлманите в града, че е проруски настроен и е отстранен от длъжност от османските власти. След четири години се завръща в града и продължава да се грижи за напредъка на образованието до 1884 година, когато става смирненски митрополит. Напускайки Анхиало, Василий оставя по-голямата част от библиотеката си на Анхиалското дружество за прогрес.
Василий е наследен от Григорий Дракопулос от Несебър, чийто брат Власис е видна фигура в Анхиало. В 1888 година е преместен в Костур и това предизвиква раздори в анхиалската община. Неговият наследник Софроний IV (1888 - 1889) полага големи усилия да примири враждуващите фракции, но самият той е отстранен по настояване на българските власти.
Следващият митрополит Василий II Георгиадис (1889 - 1906), по-късно вселенски патриарх в 1925 - 1929 година, е учен и отличен оратор, ревностен поддръжник на гръцката национална кауза. При управлението си в Анхиало построява великолепна сграда на гръцкото девическо училище, построена с голямото наследство на Фотини Карианди и е завършена величествената църква „Успение Богородично“. Митрополит Василий има водеща роля в тези начинания, като влага дори личен труд, но не успява да поддържа единството и хармонията на своето паство - най-консервативната част от анхиалската община подема кампания срещу него с писма до Патриаршията и публикации в печата. За известно време заминава за Цариград като член на Синода, където се присъедининява към опозиционната на патриарха фракция. Василий II е подкрепя благотворителни инициативи и изкуствата - през 1904 година той изпраща в Националната библиотека в Атина един църковен музикален ръкопис, датиращ от 1450 година, който включва полихрония на Константин Палеолог. По време на антигръцките вълнения в България и опожаряването на Анхиало през юли 1906 година Василий II е арестуван от българските власти и затворен в Сливен до октомври. След освобождаването му е принуден да замине за Цариград.
Титлата на митрополите в началото на XX век е „Анхиалски и Бургаски и на цялото Черноморие“ (Ἀγχιάλου τε καὶ Πύργου, πάσης Μαύρης Θαλάσσης). Диоцезът на епархията включва Анхиало и Бургас и около 80 села и градове като Айтос, Карнобат, Даутли, Йера Кария, Акрания, Евстатохори и Тас тепе, където има гръцки църкви и училища. Катедрала е „Свети Архангели“. Към епархията принадлежи и манастирът „Свети Георги“ - основан в 1858 година на мястото на стар параклис. Освен „Свети Архангели“ в Анхиало има още три църкви - „Св. св. Теодор Тирон и Теодор Стратилат“, „Преображение Господне“ („Иисус Христос“) и „Успение Богородчно“, основана в 1884 година от митрополит Василий I и завършена в 1899 година като величествен и внушителен храм, струвал 280 000 франка - и много параклиси - „Света Богорица Харитомени“, „Света Ана“, „Света Параскева“ и други. Всички църкви, с изключение на „Иисус Христос“, изгарят през лятото на 1906 година, а имотите им са конфискувани.
От 1906 година духовната власт в града минава под юрисдикцията на Българската екзархия. Последният назначен анхиалски митрополит Константин Хадзиапостолу изобщо не е допуснат от българските власти и след смъртта му на 10 юли 1923 година повече анхиалски митрополити не са назначавани.

## Епископи
| Име        | Име          | Управление                                        | Забележка                                                  | Години            |
| ---------- | ------------ | ------------------------------------------------- | ---------------------------------------------------------- | ----------------- |
| Сота       | Σωτάς        | около 140                                         |                                                            |                   |
| Яков       | Ιάκωβος      | споменат в промеждутъка от 784 до 806             |                                                            |                   |
| Стефан     | Στέφανος     | споменат в 1166 - 1170                            |                                                            |                   |
| Йоан       | Ιωάννης      | споменат към 1191 - 1198                          |                                                            |                   |
| Киприан    | Κυπριανός    | споменат в 1290 - 1293                            |                                                            |                   |
| Неофит     | Νεόφυτος     | споменат в 1369                                   |                                                            |                   |
| Йосиф      | Ιωσήφ        | споменат в 1380 и 1381                            |                                                            |                   |
| Атанасий   | Αθανάσιος    | споменат в ръкописна бележка от XV век            |                                                            |                   |
| Софроний   | Σωφρόνιος    | споменат в 1438 и 1450 и на 15 януари 1467        |                                                            |                   |
| Игнатий    | Ἰγνάτιος     | споменат 10 октомври 1474 и в 1477                |                                                            |                   |
| Неофит     | Νεόφυτος     | споменат в 1484-1497 и 1515                       |                                                            |                   |
| Йоаникий   | Ιωαννίκιος   | споменат в 1523                                   |                                                            |                   |
| Алипий     | Αλύπιος      | споменат в 1541                                   |                                                            |                   |
| Акакий     | Ακάκιος      | споменат в 1561                                   |                                                            |                   |
| Ксенофонт  | Ξενοφών      | споменат в януари 1565                            |                                                            |                   |
| Йеремия    | Ιερεμίας     | споменат в 1580                                   |                                                            |                   |
| Теолипт    | Θεόληπτος    | споменат в май 1590                               |                                                            |                   |
| Сота       | Παρθένιος    | споменат в 1594                                   |                                                            |                   |
| Атанасий   | Αθανάσιος    | споменат през април 1596, март 1606 и юни 1609    |                                                            |                   |
| Партений   | Παρθένιος    | споменат за пръв път през юни 1614 - 19 юни 1623  |                                                            |                   |
| Христофор  | Χριστόφορος  | юни 1623 - 7 юли 1628 - 19 юни 1623               |                                                            |                   |
| Митрофан   | Μητροφάνης   | юли 1628 - споменат за последен път на 7 юли 1639 | от агатополски м.                                          |                   |
| Йоаким     | Ιωακείμ      | споменат през декември 1653 - 1662 †              |                                                            | ? - 1662          |
| Калист     | Κάλλιστος    | 24 юли 1662 - ?                                   |                                                            |                   |
| Даниил     | Δανιήλ       | споменат през декември 1671 и октомври 1672       | Не е ясно дали е същият Данаил като онзи от 1687 - 1700 г. |                   |
| Партений   | Παρθένιος    | 17 декември 1676 - около 1677                     | от вселенски п., εἰς ζωάρκειαν                             |                   |
| Даниил     | Δανιήλ       | споменат през февруари 1687 - 13 април 1700 †     | Не е ясно дали е същият Данаил като онзи от 1671 - 1672 г. | ? - 1700          |
| Макарий    | Μακάριος     | 28 април 1700 - споменат през май 1712            |                                                            |                   |
| Калиник    | Καλλίνικος   | споменаван от май 1718 до 1 септември 1732        |                                                            |                   |
| Натанаил   | Ναθαναήλ     | споменат в 1733 или 1734 преместен през 1753      |                                                            |                   |
| Ананий     | Ανανίας      | ноември 1753 - 1773                               | в деркоски м.                                              | ? - 1791          |
| Гавриил    | Γαβριήλ      | февруари 1773 - 1775 †                            |                                                            | ? - 1775          |
| Йоаким     | Ιωακείμ      | октомври 1775 - септември 1794                    | в кизически м.                                             |                   |
| Йоасаф     | Ιωάσαφ       | септември 1794 - юни 1808                         | в пловдивски м.                                            |                   |
| Павел      | Παύλος       | в 1808                                            |                                                            |                   |
| Гавриил    | Γαβριήλ      | 8 юни 1808 - юни 1813                             | във филаделфийски м.                                       |                   |
| Евгений    | Ευγένιος     | юни 1813 - 10 април 1821 †                        | от бивш пловдивски м.                                      | 1752 - 1821       |
| Антим      | Άνθιμος      | април 1821 – юли 1831                             | от агатополски м., в кизически м.                          | 1779 - 1842       |
| Софроний   | Σωφρόνιος    | август 1831 – 7 март 1847                         | в еноски м.                                                | 1789 - 1855       |
| Софроний   | Σωφρόνιος    | 7 март 1847 – 1865                                | от лаодикейски е.                                          | ? – 3 август 1867 |
| Василий    | Βασίλειος    | 27 септември 1865 – юни 1877                      | по-късно анхиалски м.                                      | 1835 – 1910       |
| Венедикт   | Βενέδικτος   | 18 юни 1877 – 11 февруари 1881                    | в ганоски и хорски м.                                      | около 1830 – 1906 |
| Василий    | Βασίλειος    | 11 февруари 1881 – 24 декември 1884               | от бивш анхиалски м., в смирненски м.                      | 1835 – 1910       |
| Григорий   | Γρηγόριος    | 12 януари 1885 – 11 октомври 1888                 | от парамитийски е., в костурски м.                         | ? – 1891          |
| Антим      | Άνθιμος      | 15 октомври 1888 – 17 ноември 1888                | от еноски м., не приема избора, в корчански м.             | 1832 – 1913       |
| Софроний   | Σωφρόνιος    | 17 ноември 1888 – 5 август 1889                   | от памфилски е., в карпатоски и касоски м.                 | ? – 1911          |
| Василий    | Βασίλειος    | 5 август 1889 – 7 февруари 1909                   | в пелагонийски м.                                          | 1846 – 1929       |
| Константин | Κωνσταντίνος | 12 май 1909 – 10 юли 1923 †                       | от ганоска и хорски м.                                     | 1850 – 1923       |